# 若越英雄
若越 英雄（じゃくえつ ひでお、1952年1月28日 - ）は、福井県丹生郡越前町出身で二所ノ関部屋に所属した元大相撲力士。本名は島田 英雄（しまだ ひでお）。183cm、126kg。最高位は東十両12枚目。得意技は右四つ、寄り。

## 経歴
漁業を営む一家に生まれ、小学生時代は隣の石川県出身である天津風を名乗って校庭で同級生と良く相撲を取り、強かった。中学校に入学するとバレーボールと水泳を習い始めたが、姉の知人である二所ノ関部屋の関係者が大阪から訪ねて来て、大相撲を1度観てみないかと誘われたので3月場所を観戦しに行った。大鵬にも紹介してもらって「良い体をしてるなぁ」と言われたので、既に丹生高校の普通科に合格していたにもかかわらず嬉しさの余り入門を決意した
。
1967年5月場所に初土俵。出世は早いほうではなかったが、右四つの正攻法の取り口で着実に番付を上げていった。1976年1月場所には幕下優勝を果たし、翌3月場所は東幕下2枚目まで番付を上げ十両昇進の絶好の機会であったが、2勝5敗と負け越し、十両昇進を逃した。その後も長らく幕下上位にいながら、気の弱さもあって大事な一番に弱く、十両昇進のチャンスを逃し続けていたが、同部屋で後輩の鳳凰が1978年5月場所に先んじて十両に昇進したのを機に奮起し、1979年3月場所に十両昇進。その場所は4勝11敗と大きく負け越し、1場所で幕下へ陥落。その後は怪我もあって幕下下位まて番付を落とすが、優勝同点の好成績を残してすぐ番付を戻し、1980年1月場所に十両に復帰する。しかし、この場所も6勝9敗と負け越し、十両を務めたのは2場所に終わる。1981年5月場所限りで廃業。四股名の由来は出身地の福井県を構成している、二つの旧国名の若狭（若州）と越前（越州）から。

## 主な成績
- 通算成績：310勝274敗20休  勝率.531
- 十両成績：10勝20敗  勝率.333
- 現役在位：85場所
- 十両在位：2場所
- 各段優勝
  - 幕下優勝：1回（1976年1月場所）

### 場所別成績
| | 一月場所 初場所（東京） | 三月場所 春場所（大阪） | 五月場所 夏場所（東京） | 七月場所 名古屋場所（愛知） | 九月場所 秋場所（東京） | 十一月場所 九州場所（福岡） |
| --- | ----------------------- | ----------------------- | ----------------------- | --------------------------- | ----------------------- | --------------------------- |
| 1967年 （昭和42年） | x                       | x                       | （前相撲）              | 西序ノ口27枚目 4–3          | 東序二段106枚目 3–4     | 西序二段110枚目 4–3         |
| 1968年 （昭和43年） | 西序二段84枚目 5–2      | 東序二段39枚目 1–6      | 東序二段66枚目 4–3      | 西序二段42枚目 3–4          | 西序二段51枚目 5–2      | 東序二段3枚目 3–4           |
| 1969年 （昭和44年） | 西序二段8枚目 4–3       | 東三段目88枚目 3–4      | 西三段目96枚目 3–4      | 西序二段3枚目 4–3           | 西三段目81枚目 4–3      | 西三段目66枚目 3–4          |
| 1970年 （昭和45年） | 西三段目76枚目 4–3      | 西三段目57枚目 4–3      | 西三段目41枚目 4–3      | 東三段目24枚目 2–5          | 西三段目46枚目 7–0      | 西幕下47枚目 5–2            |
| 1971年 （昭和46年） | 西幕下27枚目 3–4        | 西幕下35枚目 3–4        | 東幕下44枚目 2–5        | 西三段目4枚目 4–3           | 東幕下56枚目 休場 0–0–7 | 東三段目27枚目 2–5          |
| 1972年 （昭和47年） | 東三段目48枚目 7–0      | 西幕下34枚目 4–3        | 東幕下29枚目 1–6        | 西幕下51枚目 6–1            | 西幕下24枚目 5–2        | 西幕下14枚目 3–4            |
| 1973年 （昭和48年） | 東幕下22枚目 5–2        | 東幕下11枚目 3–4        | 西幕下14枚目 3–4        | 西幕下19枚目 4–3            | 東幕下14枚目 3–4        | 西幕下19枚目 3–4            |
| 1974年 （昭和49年） | 東幕下27枚目 2–5        | 東幕下41枚目 4–3        | 東幕下32枚目 3–4        | 西幕下40枚目 5–2            | 西幕下20枚目 3–4        | 西幕下29枚目 6–1            |
| 1975年 （昭和50年） | 東幕下9枚目 4–3         | 東幕下6枚目 2–5         | 東幕下23枚目 3–4        | 西幕下31枚目 5–2            | 西幕下18枚目 4–3        | 西幕下13枚目 3–4            |
| 1976年 （昭和51年） | 西幕下21枚目 優勝 7–0   | 東幕下2枚目 2–5         | 西幕下15枚目 4–3        | 東幕下11枚目 3–4            | 東幕下17枚目 4–3        | 西幕下9枚目 4–3             |
| 1977年 （昭和52年） | 西幕下5枚目 5–2         | 西幕下筆頭 3–4          | 東幕下6枚目 4–3         | 西幕下4枚目 3–4             | 東幕下10枚目 3–4        | 西幕下15枚目 3–4            |
| 1978年 （昭和53年） | 西幕下21枚目 6–1        | 東幕下3枚目 1–6         | 東幕下28枚目 4–3        | 西幕下19枚目 5–2            | 西幕下11枚目 4–3        | 東幕下8枚目 5–2             |
| 1979年 （昭和54年） | 東幕下3枚目 4–3         | 西十両13枚目 4–11       | 西幕下3枚目 3–4         | 西幕下17枚目 0–1–6          | 西幕下51枚目 7–0        | 西幕下5枚目 5–2             |
| 1980年 （昭和55年） | 東十両12枚目 6–9        | 西幕下4枚目 2–5         | 西幕下17枚目 3–4        | 東幕下24枚目 6–1            | 東幕下8枚目 休場 0–0–7  | 東幕下33枚目 5–2            |
| 1981年 （昭和56年） | 西幕下19枚目 4–3        | 西幕下14枚目 3–4        | 西幕下21枚目 引退 4–3–0 | x                           | x                       | x                           |
| 各欄の数字は、「勝ち-負け-休場」を示す。 優勝 引退 休場 十両 幕下 三賞：敢=敢闘賞、殊=殊勲賞、技=技能賞 その他：★=金星 番付階級：幕内 - 十両 - 幕下 - 三段目 - 序二段 - 序ノ口 幕内序列：横綱 - 大関 - 関脇 - 小結 - 前頭（「#数字」は各位内の序列） |                         |                         |                         |                             |                         |                             |

## 改名歴
- 島田（しまだ）1967年5月場所
- 大島田 英雄（おおしまだ ひでお）1967年7月場所 - 1971年9月場所
- 若越 英雄（じゃくえつ ひでお）1971年11月場所 - 1981年5月場所